# Henri Nassiet

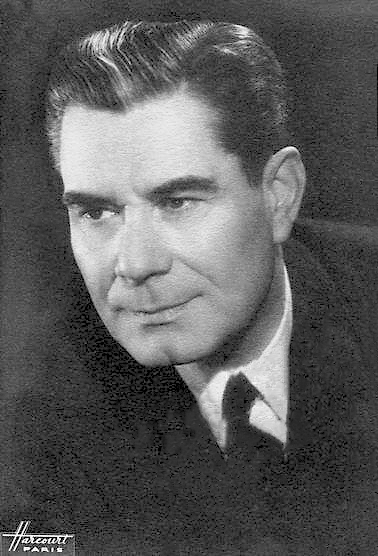
Henri Nassiet (1940)

Henri Nassiet (* 24. Februar 1895 in Bègles; † 16. April 1977 in Paris; eigentlich Henri Bernard Nassiet) war ein französischer Schauspieler.

## Leben
Henri Nassiet, der 1895 in Bègles als Henri Bernard Nassiet geboren wurde, gab sein Debüt am Theater im Jahr 1914. Er spielte u. a. in „L’école des contribuables“ von Louis Verneuil, „Miss Ba“ von Rudolf Besier, „Nora oder Ein Puppenheim“ von Henrik Ibsen, „Zehn kleine Negerlein“ von Agatha Christie, „Une femme qui a le cœur trop petit“ von Fernand Crommelynck, „Der Teufel und der liebe Gott“ von Jean-Paul Sartre und „Blick von der Brücke“ von Arthur Miller.
1922 erschien Nassiet erstmals in einem Film, dem Stummfilm „Mama Pierre“ an der Seite von André Roanne und Paulette Ray, zog es danach aber wieder vor, am Theater zu spielen. Erst 1936 übernahm er wieder eine kleine Rolle in dem Kinofilm „Les jumeaux de Brighton“. Daraufhin war er öfter in Filmen zu sehen, u. a. hatte er mehrere Rollen in Filmen von Julien Duvivier (Spiel der Erinnerung, Lebensabend …).
1942, während des Zweiten Weltkriegs, reiste er in das von Frankreich besetzte Algerien, wo er zur Unterstützung der Truppen als Radiomoderator bei Radio-Alger arbeitete. Nach seiner Rückkehr nach Frankreich wirkt er wieder in zahlreichen Filmen mit. So stellt er 1947/48 den Vidocq in „Le Cavalier de Croix-Mort“ dar.
1977 starb er im Alter von 82 Jahren an einer Lungenembolie.

## Filmografie (Auswahl)
- 1937: Spiel der Erinnerung (Carnet de bal)
- 1938: Er und seine Schwester (Ma sœur de lait)
- 1939: Herzdame (L‘entraîneuse)
- 1939: Lebensabend (La fin du jour)
- 1947: Le Bataillon du ciel
- 1948: Le Cavalier de Croix-Mort
- 1949: Singoalla – die Zigeunerin (Singoalla)
- 1953: Die Giftmischerin (La pocharde)
- 1954: Der Arzt und das Mädchen (Le guérisseur)
- 1955: Frauen in Erpresserhänden (Chantage)
- 1955: Morgenröte (Cela s‘appelle l‘aurore)
- 1956: Die Abenteuer des Till Ulenspiegel (Les Aventures de Till L’Espiègle)
- 1956: Der Kurier des Zaren (Michel Strogoff)
- 1961: Die drei Musketiere (Les Trois Mousquetaires)
- 1961: Der Präsident (Le président)
- 1961: Oberst Strogoff (Le triomphe de Michel Strogoff)
- 1962: Die blonde Sünderin (La Baie des Anges)
- 1964: Une fille dans la montagne
- 1964: „Monocle“ blickt voll durch (Le monocle rit jaune)
- 1965: Die kleinen Katzen (Les petits chats)
- 1967: Maigret (Les Enquêtes du commissaire Maigret) (TV-Serie)
- 1967: La Guerre de Troie n’aura pas lieu
- 1968: Jacquou – der Rebell (Jacqou le croquant) (TV-Miniserie)
- 1969: Die Dinge des Lebens (Les Choses de la vie)
- 1971: Mörder nach Vorschrift (Les assassins de l‘ordre)